# Partido Tres Arroyos
Tres Arroyos ist ein Partido an der Atlantikküste der Provinz Buenos Aires in Argentinien. Laut einer Schätzung von 2019 hat der Partido 57.611 Einwohner auf 5.861 km². Der Verwaltungssitz ist die Stadt Tres Arroyos.

## Orte
- Tres Arroyos (Verwaltungssitz)
- Claromecó
- Orense
- Copetonas
- Micaela Cascallares
- San Francisco de Bellocq
- Reta
- Balneario Orense
- San Mayol
- Lin Calel
- Barrow
- La Sortija
- Estación Las Vaquerías
- Estación Claudio Molina

## Sport
Der Fußballverein Huracán de Tres Arroyos hat seinen Sitz in Tres Arroyos. Er trägt seine Heimspiele im Estadio Roberto Lorenzo Bottino aus.